# Monomorium algiricum
Monomorium algiricum is een mierensoort uit de onderfamilie van de Myrmicinae. De wetenschappelijke naam van de soort is voor het eerst geldig gepubliceerd in 1955 door Bernard.